# Warren Gamaliel Harding
Warren Gamaliel Harding (2 de novembre de 1865 - 2 d'agost de 1923) va ser el 29è president dels Estats Units durant el període 1921-1923 i va ser el sisè president d'aquest país que va morir durant el seu mandat. Després d'ocupar el lloc de senador per Ohio, va aconseguir la nominació com candidat presidencial pel Partit Republicà dels Estats Units, la seva administració es va caracteritzar pels escàndols finals del seu mandat que implicaven a diversos amics seus que van ser denominats com "la banda d'Ohio" i que en part van motivar la crisi cardiaca que li va costar la vida. Va signar el Tractat de Berlín de 1921 amb la República de Weimar per posar fi a la Primera Guerra Mundial després del rebuig del Senat dels Estats Units d'Amèrica en algunes parts del Tractat de Versalles de l'any 1919.